# 크마요란 선수촌
크마요란 선수촌(인도네시아어: Wisma Atlet Kemayoran 위스마 아틀렛 크마요란[*], 영어: Kemayoran Athletes Village)은 인도네시아 자카르타 특별수도지역 중앙자카르타 시 크마요란 구에 위치하고 있고 2018년 아시안 게임의 선수촌이다. 약 10만m² 규모의 부지에 10개동 7,424개 객실이 있으며, 총 수용규모는 22,272명에 달해 IOC의 올림픽 대회 선수촌의 수용 규모 기준인 14,000명 규모를 훨씬 뛰어넘는다.

## 인도네시아의 코로나19 범유행
2020년 인도네시아에서 일어난 코로나19 범유행 기간 동안 4개의 타워가 응급 병원으로 전환되었다. 2020년 3월 18일, 인도네시아 재무부는 크마요란 선수촌이 의사와 상의한 후 경미한 증상만을 보이는 환자를 수용할 것이라고 발표했다. 병원으로의 전환은 공식적으로 3월 23일에 완료되었다.